# Carena de les Grutes

La Carena de les Grutes, respecte del terme de Granera

La Carena de les Grutes és una formació muntanyosa del terme municipal de Granera, a la comarca del Moianès.
Està situada a la part central-occidental del terme, a ponent del Barri de l'Església i a migdia de la masia de la Roca. El seu extrem de ponent és damunt del tram nord del torrent de Font de Buc.
Aquesta carena separa dues petites valls de torrents: al nord, el Sot de Sant Martí, i al sud, el torrent de la Rectoria. A llevant, enllaça amb la Serra de les Tombes.